# Elizabeth de Portzamparc
Elizabeth de Portzamparc es una arquitecta franco-brasileña nacida en Río de Janeiro en 1947.

## Biografía
Empezó a practicar el arte conceptual en su juventud. En Francia, paralelamente a sus estudios de antropología, de sociología urbana y de urbanismo, se dedicó durante algunos años exclusivamente a los temas urbanos: ciudades nuevas, IAURIF, y sobre todo a la dirección del Taller de Urbanismo de Antony. establece los estudios pioneros, en los años 1977-1978, sobre los conceptos de «barrios/bajo-barrios», erigiendo las nociones de «vida local» y enlaces territoriales al centro de los principios fundadores de las políticas de disposición.
Después de haber lanzado la creación de la primera instancia inter comunal de urbanismo por la creación de la Fluida verde del Sur de París, enseña en la Escuela de Arquitectura París-la-Seine entre 1984 y 1988 y crea en 1987 su propia agencia, la cual se distingue por los numerosos proyectos, que abordan varias escalas de realización.
En su actividad de arquitecta y urbanista, Elizabeth de Portzamparc concibe sus edificios como de los símbolos arquitectónicos portadores de nuevos valores, que vertebran y viven con exactitud los lugares donde se instalan. Abiertos sobre la ciudad y sobre sus habitantes, los proyectos del Museo de la Romanité de Nîmes, el Gran Equipamiento Documental del Campus Condorcet a Aubervilliers y la Estación del Bourget, una de las estaciones emblemáticas de  "Grand Paris Express", han sido pensados como lugares «para vivir»: una estructura concebida como apoyo de animación local y de calidad de vida por aquellos que la practican. Aplicando sus reflexiones sobre la identidad de las ciudades y de las metrópolis, estos equipos refuerzan las calidades del contexto en el cual se insertan. 
Gracias a su doble enfoque sociológico y arquitectual, combina la exigencia del alcance social, urbana y ecológica con una realización óptima de la forma, un transcurso coherente y legible en todas las escalas de su trabajo. Sus proyectos se caracterizan por sus proposiciones innovadoras en términos de flexibilidad y de gestión del espacio.
Dentro del "Taller Internacional de Grand Paris Express", prosigue sus investigaciones a lo largo de 30 años sobre la identidad de los lugares, la vida local y los enlaces territoriales, aportaciones fundamentales a las reflexiones sobre la construcción de la metrópoli. Siempre en este marco, ha conducido proposiciones pioneras para viviendas durables, flexibles, de uso mixto o prefabricado.
Elizabeth de Portzamparc es la esposa del arquitecto, urbanista y laureado con premio Pritzker Christian de Portzamparc.

## Principales proyectos – Arquitectura y Urbanismo
- Gran Equipamiento Documental del Campus Condorcet, Aubervilliers, Francia - Concurso, proyecto laureado (2014-2019)
- La Estación del Bourget, Francia: Línea 16 del metro de París - Concurso, proyecto laureado (2014-2022)
- Museo de la Romanité de Nîmes Archivado el 24 de marzo de 2016 en Wayback Machine., Francia: arquitectura y museografía - Concurso, proyecto laureado (2012-2017)[10][11][12][13]
- Nuevo centre-ciudad de Massy (Isla-de-Francia), Francia: construcción de edificios de vivienda mixtas - Concurso, proyecto laureado (2011-2017)[14]
- Conjunto de alojamientos en Versailles-Chantiers, Francia: construcción de edificios de vivienda - Encargado (2012- en curso de estudio)
- Tour de la Noue: edificio IGH de vivienda mixte a Bagnolet, Isla de Francia, Francia
- Tour hotel 4 estrellas: edificio mixte hotel/alojamientos, Casablanca, Marruecos (2009-)
- Centre cultural francés de Florianópolis (teatro, mediateca, restaurando) para la Alianza Francesa, Brasil - Concurso, proyecto laureado (2009)
- Bassins à Flot: edificios de alojamientos y locales de uso social (con comercios, parquings - 10 000 m²) en Burdeos, Francia (2009-2016)
- Parque de las exposiciones Riocentro, Río de Janeiro, Brasil - Concursos, proyecto laureado (2007-2014)
- Tranvía de Burdeos 145 paradas y su mobiliario urbano - Concurso, proyecto laureado (1997-2013)